# Teen Spirit
Pour les articles homonymes, voir Teen Spirit (homonymie).
Teen Spirit est un livre de Virginie Despentes sorti aux éditions Grasset en 2002. Le titre (« l'esprit ado ») est une référence à la chanson Smells Like Teen Spirit de Nirvana.

## Synopsis
Bruno est dans la trentaine, est batteur dans un groupe de rock qui bat de l'aile. Il végète en attendant d'écrire son roman, celui qui le fera découvrir et enfin exister. Il vit aux crochets de Catherine, qui le supporte de moins en moins. Agoraphobe, Bruno ne sort pas de chez lui, s'enfile joint sur joint et se gave de calmants. Bref, la maladie et le talent sont pour lui de belles excuses pour ne rien faire de ses dix doigts.
Le jour où Alice, l'une de ses ex, le rappelle, 13 ans après leur dernière rencontre, son monde va basculer. Elle veut le revoir d'urgence. Premier choc : il doit sortir de chez lui et affronter le monde. Comme on pouvait s'y attendre, c'est une angoisse de pacotille qui le tenaille.
Mais la seconde surprise est de taille. Bruno apprend qu'il est le père d'une fille, Nancy, et qu'elle est en pleine crise d'adolescence. Après une longue hésitation, le père accepte un rendez-vous avec "sa" fille au restaurant. La rencontre est étrange pour tous les deux. Bruno craint de ne pas être à la hauteur, et réalise tout d'un coup que son statut social prend une certaine importance. Mais être sans le sou, se déplacer en métro n'empêche personne d'avoir du tempérament, et Bruno n'en manque pas. C'est d'ailleurs ce qui liera le père et la fille, car tous deux se reconnaîtront dans l'autre.

## Adaptation
Le livre a été adapté sur grand écran par Olivier de Plas sous le nom de Tel père telle fille avec l'acteur Vincent Elbaz dans le rôle-titre.